# Manéhouville
Manéhouville é uma comuna francesa na região administrativa da Normandia, no departamento de Sena Marítimo. Estende-se por uma área de 4,27 km². Em 2010 a comuna tinha 226 habitantes (densidade: 52,9 hab./km²).